# David Finkelhor
David Finkelhor é um professor universitário de sociologia americano. Ele é diretor do Centro de Pesquisa de Crimes Contra Crianças da Universidade de Nova Hampshire e co-diretor do Laboratório de Pesquisas da Família na mesma universidade. Finkelhor é um especialista proeminente no campo de abuso sexual infantil, tendo escrito onze livros sobre o assunto.

## Pesquisas
De acordo com Finkelhor, o número de crianças sequestradas por estranhos é muito menor que o público geral imagina, constituíndo apenas uma minoria de todos os casos. Em um estudo conduzido por ele e seu time de pesquisadores, Finkelhor classificou apenas 115 dos 797,500 casos de sua amóstra de crianças desaparecidas como "sequestros estereotípicos", nos quais uma criança é abduzida por uma pessoa estranha.
Em uma pesquisa de 2008, Finkelhor concluiu que 50% dos casos de abuso sexual foram denunciados à policia, comparados com 25% em 1992, demonstrando em uma maior tendência a casos de abuso sexual a serem reportados. Finkelhor mantém que a maioria dos casos de abuso sexual infantil não são cometidos por estranhos, mas sim familiares e pessoas próximas à família, e que a maioria dos casos de abuso sexual infantil não são cometidos por pedófilos.